# Low Temperature Physics
Low Temperature Physics is een wetenschappelijk tijdschrift op het gebied van de natuurkunde. Het publiceert vertalingen uit het Russisch van artikelen uit het tijdschrift Fizika Nizkikh Temperatur.